# 전쟁 6.25
전쟁 6.25는 한국방송공사 1TV 특집드라마이다.

## 제작진
- 극본 : 윤혁민
- 연출 : 전세권

## 출연진
- 김봉근
- 김성원 - 채병덕
- 민지환
- 노주현 - 정일권
- 박근형
- 양동군 - 이승만
- 임동진